# Flora Farnese

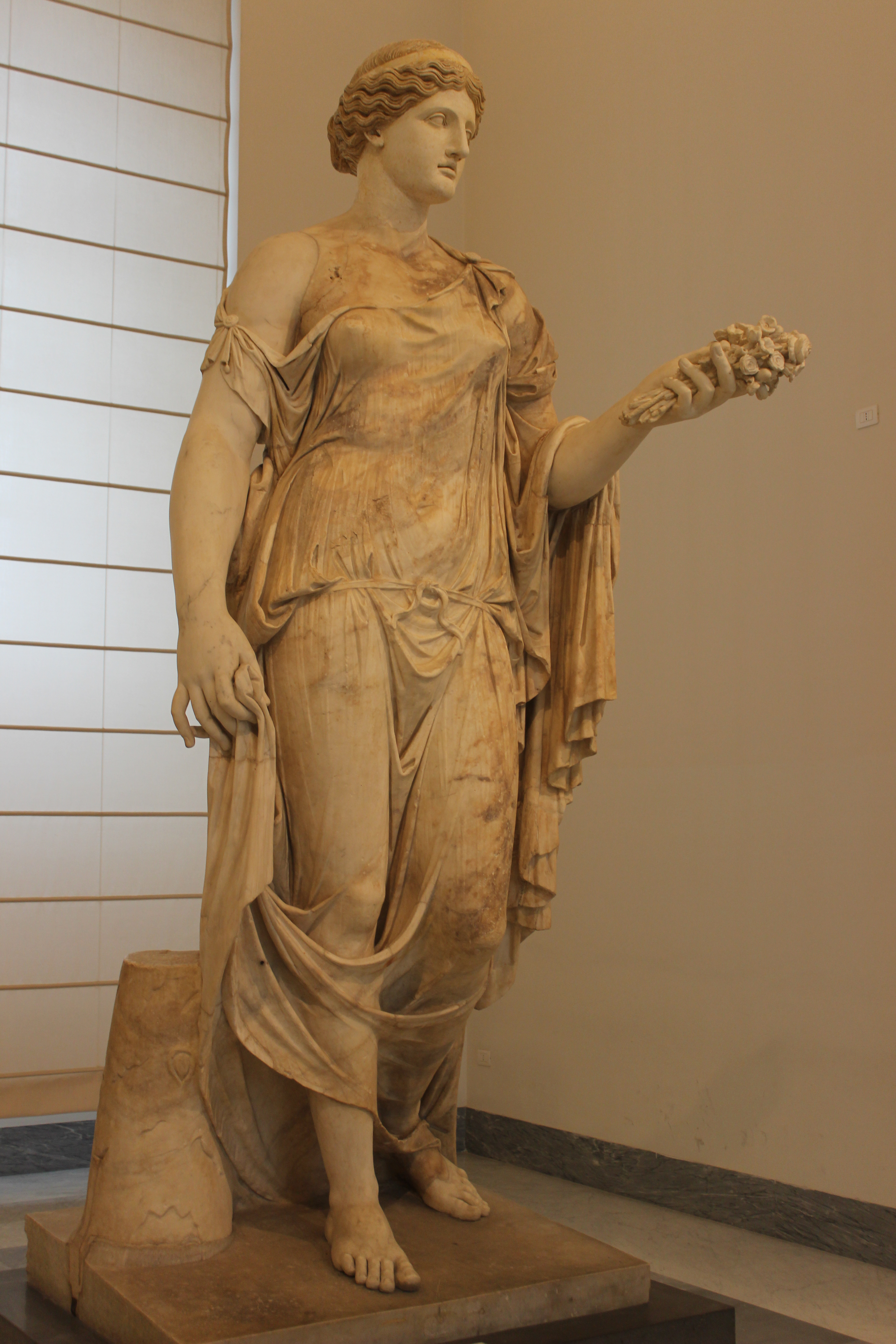
Flora Farnese

Flora Farnese oder Flora Farnesina ist der nach der Villa Farnese benannte Statuentypus nach der römischen Göttin Flora, der Göttin der Blüte, insbesondere der Getreideblüte. Sie ist das Pendant zur Göttin der Obstfrüchte Pomona. Sie gehört zu den bekanntesten und berühmtesten römischen Antiken.
Eigentlich handelt es sich um eine römische Kopie einer Aphrodite-Statue aus dem 4. Jahrhundert, die in Marmor ausgeführt wurde. Sie hat eine Höhe von 3,42 m. Der eigentliche Fundort und die Fundzeit der Statue sind unbekannt. Die ersten Abbildungen der Statue stammen aus der Mitte des 16. Jahrhunderts. Sie befindet sich im Archäologischen Nationalmuseum Neapel.
Diese Statue wurde vielfach groß- und kleinformatig kopiert. Beispielsweise 
im Russischen Garten des Schlossparks Belvedere in Weimar wurde mit der Flora-Laube auf dieses Vorbild zurückgegriffen. Diese wurde oft kopiert und findet sich in zahlreichen Museen. In der Kunsthalle Karlsruhe befindet sich eine Zeichnung der Flora Farnese von keinem Geringeren als Giovanni Battista Piranesi. Auch Bertel Thorvaldsen zeichnete diese.